# Colin Joyce
Colin Joyce (Pocatello, Idaho, 6 de agosto de 1994) é um ciclista estado-unidense. Desde 2017 corre na equipa estado-unidense Human Powered Health.

## Palmarés
- 2015
  - 3.º no Campeonato dos Estados Unidos em Estrada sub-23

- 2016
  - 1 etapa do Tour de Alberta

- 2018
  - 1 etapa da Arctic Race da Noruega[1]

- 2019
  - Rutland-Melton International CiCLE Classic[2]

- 2021
  - 1 etapa da Volta à Dinamarca

## Equipas
- Axeon Hagens Berman (2016)
- Rally/HPH (2017-)
  - Rally Cycling (2017-2018)
  - Rally UHC Cycling (2019)
  - Rally Cycling (2020-2021)
  - Human Powered Health (2022-)